# لويس واتسون
لويس واتسون (بالإنجليزية: Lewis Watson)‏ هو عداء مسافات طويلة أمريكي، ولد في 1895 في نيو بريتن في الولايات المتحدة، وتوفي في 1961 في ريدوود في الولايات المتحدة.

## وصلات خارجية
- لويس واتسون على موقع أوليمبيديا (الإنجليزية)